# Ottavio Piccolomini
Ottavio Piccolomini teljes nevén Ottavio Piccolomini Pieri d’Aragona, németes formában Octavio Piccolomini (Firenze, 1599. november 11. – Bécs, 1656. augusztus 10.), itáliai főnemes, a Máltai lovagrend tagja, a német-római császári haderő tábornoka, a harmincéves háború jelentős hadvezére a Habsburg-ház szolgálatában. Azon kevesek egyike, akik elejétől végigharcolták a háború három évtizedét, előbb tisztként, majd vezénylő tábornokként. Wallenstein tábornagy, császári főparancsnok testőrségének parancsnoka lett. 1634-ben közreműködött Wallenstein meggyilkoltatásában, jutalmul az észak-csehországi náchodi uradalom birtokosa lett. 1639-ben IV. Fülöp spanyol király Amalfi hercegévé, 1644-ben az Aranygyapjas rend lovagjává tette, 1648-tól a császári haderő főparancsnoka lett, komoly része volt a vesztfáliai béke létrehozásában. 1650-ben III. Ferdinánd császár a Német-római Birodalom hercegeinek (Reichsfürst) sorába emelte.

## Élete

### Származása, családja
Ottavio Piccolomini 1599-ben született Firenzében, a Toszkánai Nagyhercegség fővárosában. Az ősi sienai Piccolomini arisztokrata család toszkánai, ún. „Pieri ” ágából származott, amelyet még II. Piusz pápa (született Enea Silvio Piccolomini, 1405–1464) alapított meg 1450-ben, amikor örökbe fogadta unokahúgának, Antonia Pierinek gyermekeit. A családnak ez az ága 1757-ben halt ki, egy másik Ottavio Piccolomini herceg (1698–1757) utód nélküli elhunytával.
A Piccolomini család számos tagja külországokba vándorolt, katonának, hivatalnoknak vagy papnak állt, elsősorban a Német-római Birodalomban és a Spanyol Királyságban. A 15. században a család két pápát is adott az egyháznak: II. Piuszt és annak unokaöccsét, III. Piuszt (született Francesco Nanni Todeschini Piccolomini, 1439–1503). A 17. században Francesco Piccolomini (1582–1651) a jezsuita rend 8. generálisa (rendfőnöke) lett, Enea Silvio Piccolomini császári altábornagy (1643–1689), az Ó-Szerbia elleni Habsburg-hadjárat parancsnoka volt.

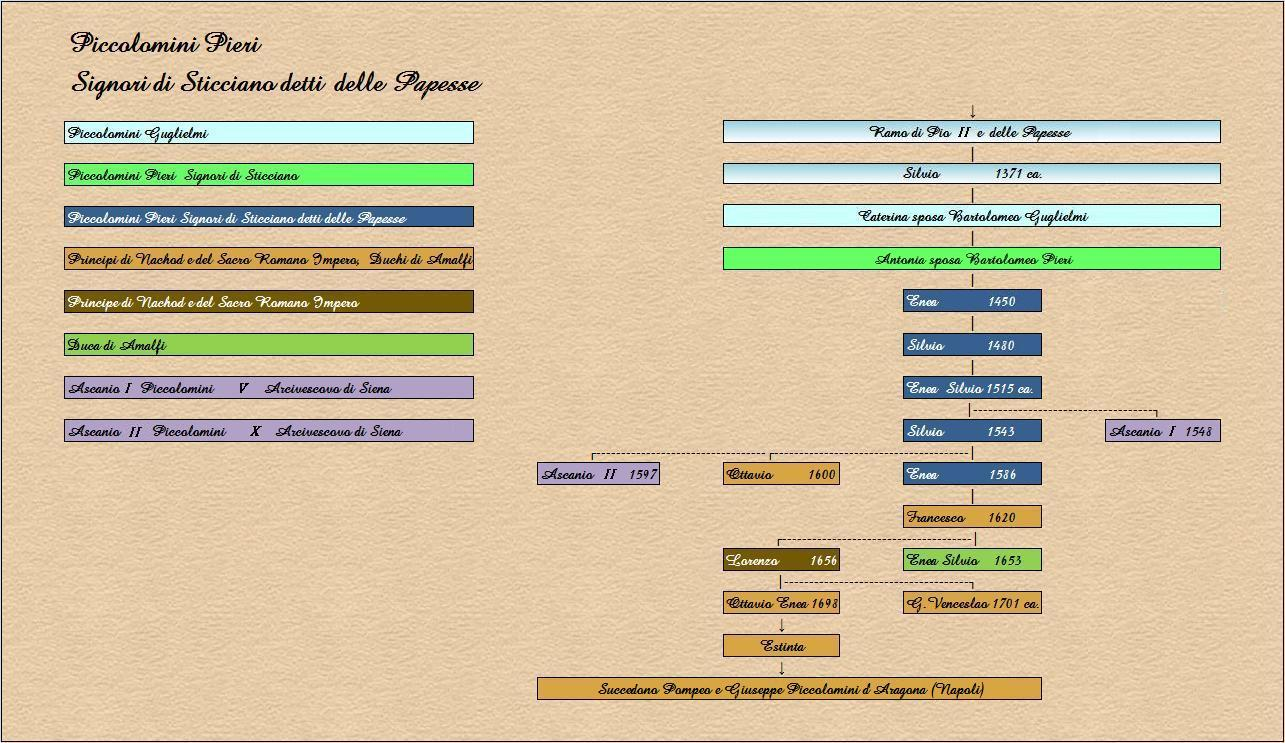
A Pieri-ág családfája

Édesapja Silvio Piccolomini táborszernagy (1543–1610) volt, Toszkánai nagyhercegének főkamarása, az állam tüzérségének főparancsnoka. Édesanyja Violante Gerini firenzei patrícius hölgy volt. Három fiuk született, Enea (1586–1619), aki a német-római császári hadseregben szolgált, Ottavio (*1599) és Ascanio (1597–1671), aki 1628-ban Siena érseke lett.

### Pályakezdése

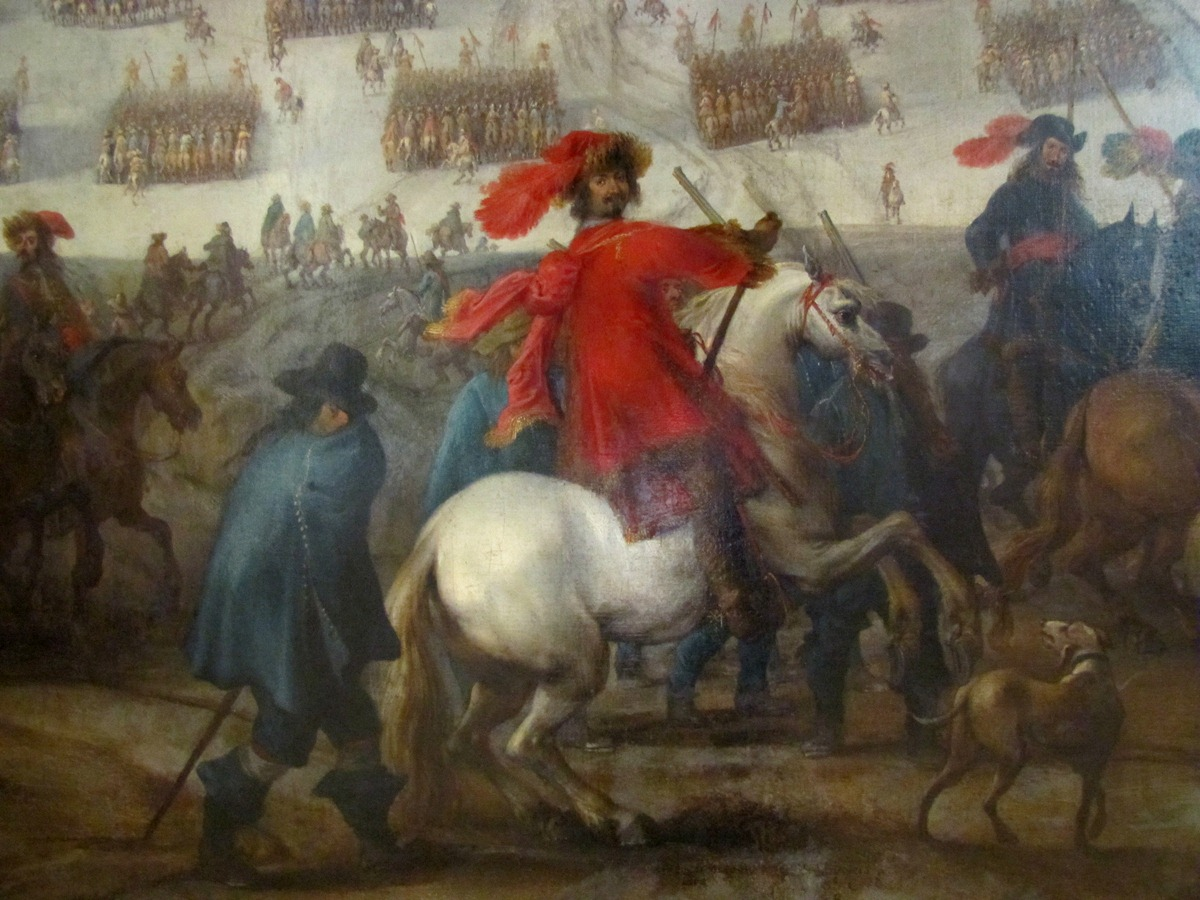
Octavio Piccolomini. Pieter Snayers festménye, Bécsi Hadtörténeti Múzeum (részlet)

1616-ban, 17 éves korában belépett a Habsburg-házból való IV. Fülöp spanyol király lombardiai hadseregébe. 1619-ben már „firenzei ezred” (Florentinerregiment) tagjaként, Heinrich Matthias von Thurn gróf parancsnoksága alatt II. Ferdinánd német-római császár szolgálatában harcolt a Bécset támadó cseh rendi felkelők csapatai ellen. 1620-ban lovassági kapitányi (Rittmeister) rangban harcolt a fehér-hegyi csatában, Charles Bonaventure de Longueval de Bucquoy gróf tábornagy (1571–1621) parancsnoksága alatt, akinek a keze alatt hadvezetést tanult. 1621-ben, Bucquoy tábornagy halála után Piccolomini átlépett Gottfried Heinrich zu Pappenheim gróf vértes ezredébe, itt alezredesi rangig vitte. 1625-ben Pappenheim ezredével Észak-Lombardiába vonult, a spanyol Habsburg-hatalom oldalán részt vett a veltlini háborúban (Bündner Wirren), amely 1620-ban robbant ki, amikor a katolikus spanyol hatalom a terjedő reformáció fékezésére több száz helyi protestáns családot mészárolt le, a svájci kantonok alárendeltségébe tartozó Veltlin-völgyben. 1626-ban Felső-Ausztriában kitört a Stefan Fadinger vezette parasztfelkelés, ennek leverésére Pappenheim tábornagyot hazarendelték Ausztriába. Piccolomini alezredes Milánóban maradt, a spanyol helyőrség kötelékében.

### Wallenstein táborában
1627-ben Piccolomini ezredesi rangban Wallenstein herceg tábornagy szolgálatába lépett. A tábornagy, aki 1624 óta a birodalmi haderő főhadparancsnoka volt, rövidesen bizalmába fogadta, testőrségének parancsnokává nevezte ki, sőt diplomáciai feladatokkal is megbízta.
1629-ben, röviddel azelőtt, hogy a császár leváltotta Wallensteint a fővezérségről (1630), Piccolomini Észak-Itáliába vezetett hadjáratot, a Milánói Hercegség spanyol kormányzójának, Gonzalo Fernández de Córdoba y Cardona hercegnek támogatására, aki a mantovai örökösödési háborúban (1628–1631) a Habsburgok érdekeit érvényesítette.
1632-ben, amikor a császár másodszor is kinevezte Wallensteint fővezérré, Piccolomini még Itáliában tartózkodott, és csak a lützeni csata folyamán (1632. november 6–16.) érkezett ismét Wallenstein táborába. Parancsnoka, Pappenheim tábornagy az ütközetben halálos sebet kapott, helyét Piccolomini ezredes vette át. Hét rohamot vezetett személyesen a svédek ellen, közben (saját emlékiratai szerint) öt lovat lőttek ki alóla, miközben ő maga is könnyebben megsebesült. A lützeni ütközet után Piccolominit főszállásmesterré (kb. vezérőrnaggyá) léptették elő. Ugyanakkor vezértársát, Heinrich Holk tábornokot, Wallenstein támogatásával, tábornaggyá nevezték ki, ez Piccolminit sértett emberré tette. 1633-ban, Steinau an der Oder (ma: Ścinawa, Alsó-Szilézia, Lengyelország) mellett Piccolomini csapatai legyőzték és elfogták a svédek oldalán harcoló Heinrich Matthias von Thurn cseh zsoldosvezért. A steinaui csata után Piccolominit lovassági tábornokká léptették elő.

### Wallenstein ellen
Wallenstein tábornagy és II. Ferdinánd császár konfliktusában Piccolimini szilárdan a császár oldalára állt. A tábornagy többnemzetiségű vezérkara, főleg az olasz és spanyol tábornokok bírálták Wallenstein kétkulacsos diplomáciai és katonai manővereit. 1633. január 13-án Pilsenben Wallenstein tábornagy a saját személye iránti hűségnyilatkozatot, „pilseni reverzálist” íratott alá hadseregének főtisztjeivel. A felségárulást Piccolomini jelentette a császárnak. Wallenstein véglegesen kegyvesztett lett. Ugyanekkor Piccolomini – Matthias Gallas altábornaggyal, Johann von Aldringen gróf tábornaggyal és Don Baltasar von Marradas gróf tábornaggyal  együtt  – összeesküvést szervezett Wallenstein ellen. Felbérelt tisztek 1634. február 25-én Eger (Cheb) városában meggyilkolták  Wallenstein herceget, annak sógorát, Adam Erdmann von Trčka grófot és több bizalmas főemberét. Vagyonukat a császár elkobozta, és szétosztotta az összeesküvés szervezői között. Piccolomini tábornok jelentős pénzjutalmat kapott, valamint a császár neki adta a Kelet-Csehországban fekvő hatalmas náchodi uradalmat, az adomány összértéke meghaladta a 215 000 arany guldent.

### Házasságai

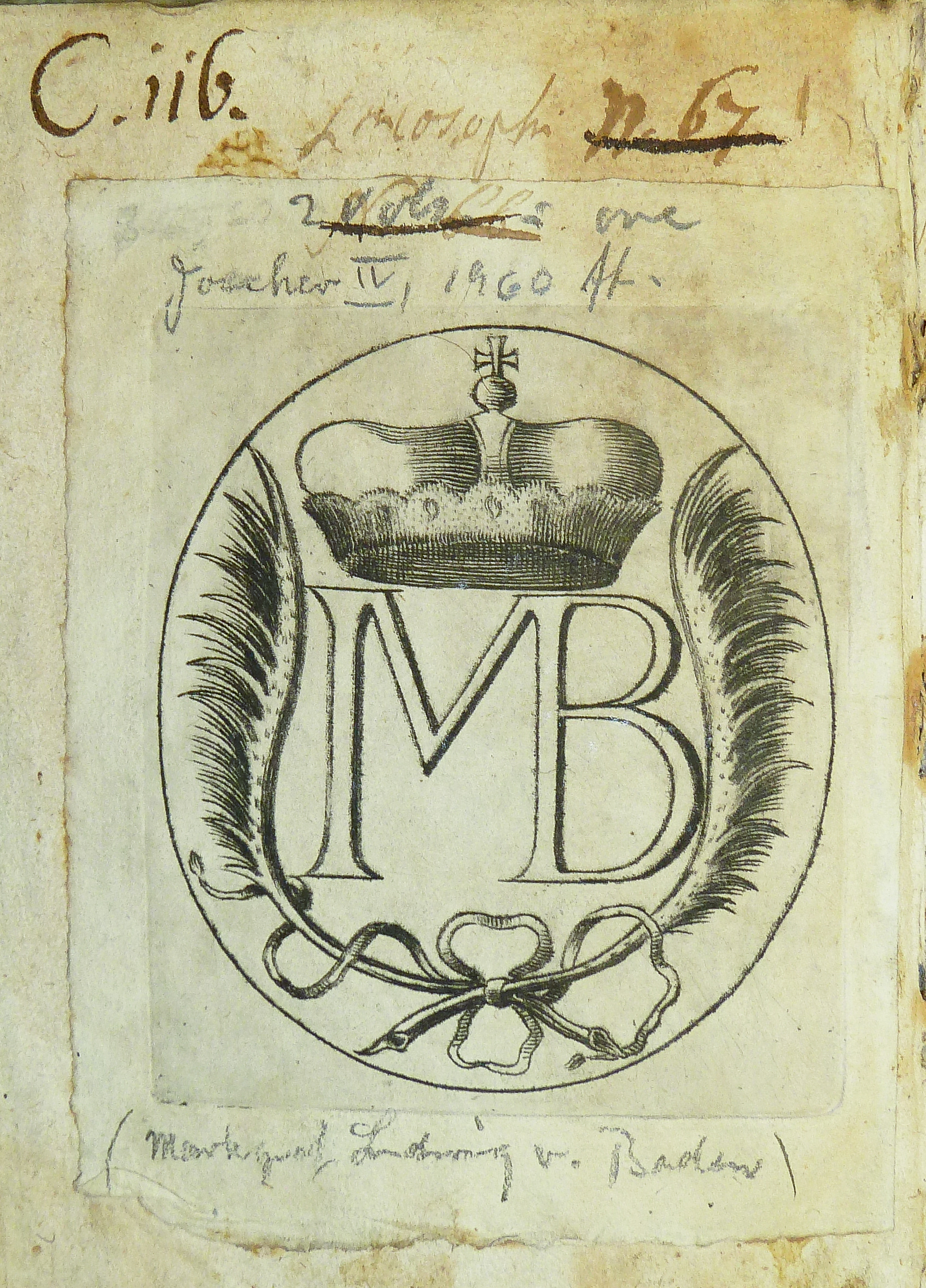
Ex Libris Maria Benigna hercegné könyvtárából

Ottavio Piccolomini tábornok, a náchodi uradalom örökös ura 1636-ban feleségül vette Maria Dorotea Carolina de Ligne-Barbançon hercegnőt (1622–1642), a kiterjedt de Ligne hercegi család tagját.
1642-ben megözvegyült, majd 1651. június 4-én másodszor is megnősült. 52 évesen, már nyugállományú tábornokként, Amalfi hercegeként és német-római birodalmi hercegként, Prágában feleségül vette a 16 esztendős Maria Benigna Franziska szász-lauenburgi hercegnőt (1635–1701), Gyula Henrik herceg–tábornagynak, a Szász–Lauenburgi Hercegség uralkodójának (Julius Heinrich von Sachsen-Lauenburg, 1586–1665)  és Anna Magdalena von Lobkowitz grófnőnek egyetlen leányát. Mindkét házasság gyermektelen maradt.

### A birodalom vezénylő tábornoka
A következő másfél évtizedben, a harmincéves háború második felében Piccolomini tábornok harctéri parancsnokként részt vett a császáriak legtöbb fontos hadműveletében. 1634. szeptember 5-6-án a nördlingeni csatában a spanyol terciók Piccolomini olasz lovasságának támogatásával 15 svéd támadást vertek vissza. 1635-től spanyol szolgálatban harcolt a franciák ellen. 1635. július 4-én sikeresen felmentette a spanyol-németalföldi Leuven (Louvain) városát, melyet francia–holland haderő tartott ostromzár alatt. 1636-ban  Johann von Werth lovassági tábornokkal együtt betört Észak-Franciaországba, kierőszakolta az átkelést a Somme folyón, bevette Compiègne városát. A császáriak már Párizst fenyegették, de a hatalmas stratégiai sikert nem aknázták ki.
Legnagyobb harctéri sikerét Piccolomini tábornok Lotaringiában aratta. 1639. június 17-én szétverte a Thionville (német nevén Diedenhofen) városát ostromló Manassès de Pas de Feuquières márki, francia marsall hadseregét, felmentette a várost. Maga Feuquières márki is fogságba esett. Ez fontos győzelem volt a Habsburg-érdekszövetség számára. Az új császár, III. Ferdinánd a győztes hadvezért titkos tanácsossá nevezte ki. A hálás IV. Fülöp spanyol király, Nápoly királyának minőségében az Amalfi Hercegséget adományozta neki.
1639 őszén Piccolomini csapatait ismét Csehországba rendelték, hogy Lipót Vilmos főherceget segítse a svédek ellen, akiket átmenetileg sikerült is kiűzniük Csehországból. 1640-ben a Duna felé nyomuló Johan Banér svéd tábornagy csapatai ellen vonult. Felmentette a türingiai Freiberget. Banér megtámadta Piccolomini megerősített táborát Saalfeldnél, de visszaverték. Piccolimini követte a nyugat felé vonuló Banér hadait, és elfoglalta a Weser-menti Höxtert.
1641 májusában Piccolomini tábornok spanyol csapatai, Joachim Christian von der Wahl gróf bajor csapataival együtt a svédeket üldözve átvonultak a kis Anhalti Hercegségen. Piccolomini fékezte katonái fosztogató kedvét, ezért I. Lajos anhalt-kötheni herceg meghívta Köthenbe, és 1641 nyarán felvette az első német irodalmi társaság, a Fruchtbringende Gesellschaft tagjai közé. A társaság kötheni regiszterkönyvében 356. szám alatt látható Piccolomini aláírása és vers formájába öntött köszönetnyilvánítása.
Jelentős harctéri eredményei alapján azt remélte, hogy a császár őt jelöli Matthias Gallas gróf tábornagy, császári főparancsnok helyettesévé és utódjává. Ehelyett ismét Lipót Vilmos főherceg parancsnoksága alá rendelték, aki a császári hadakat vezényelte Morvaországban és Sziléziában Lennart Torstenson svéd tábornagy csapatai ellen. 1642 november elején a második breitenfeldi csatában súlyos vereséget szenvedtek a svédektől. A főherceg gyávasággal vádolta a nagy veszteségekkel meghátrált balszárny parancsnokait, a tiszteket kivégeztette, a legénységet megtizedeltette. A svédek elfoglalták Lipcsét és egész Szászországot, a császárt a hamburgi fegyverszüneti feltételek elfogadására kényszerítették. Piccolomini visszaadta parancsnoki megbízását.
1644-től több éven át a spanyol királyi hadseregben harcolt a németalföldi felkelők ellen. A hálás IV. Fülöp a spanyol grandok sorába emelte, és az Aranygyapjas rend tagjává fogadta.
1647-ben visszatért a császári haderőbe, de csalódására nem őt, hanem a protestáns Peter Melander von Holzapfelt nevezték ki főhadparancsnokká. 1648. május 17-én Melander gróf elesett a zusmarshauseni csatában, a császár ekkor tábornaggyá nevezte ki Piccolominit, és megtette a császári és bajor haderő közös főparancsnokává. A harmincéves háború utolsó hadjáratait az új generalisszimusz vezette. Az Inn folyónál megállította a francia–svéd előnyomulást, néhány hét múlva a dachaui csatában egy utolsó vereséget mért rájuk, de nem tudta megakadályozni, hogy Hans Christoff von Königsmarck tábornok „repülő hadoszlopa” elfoglalja és szilárdan megtartsa Prágát. (A svédek csak a vesztfáliai békeszerződés aláírása után vonultak ki a városból).

### Utolsó évei

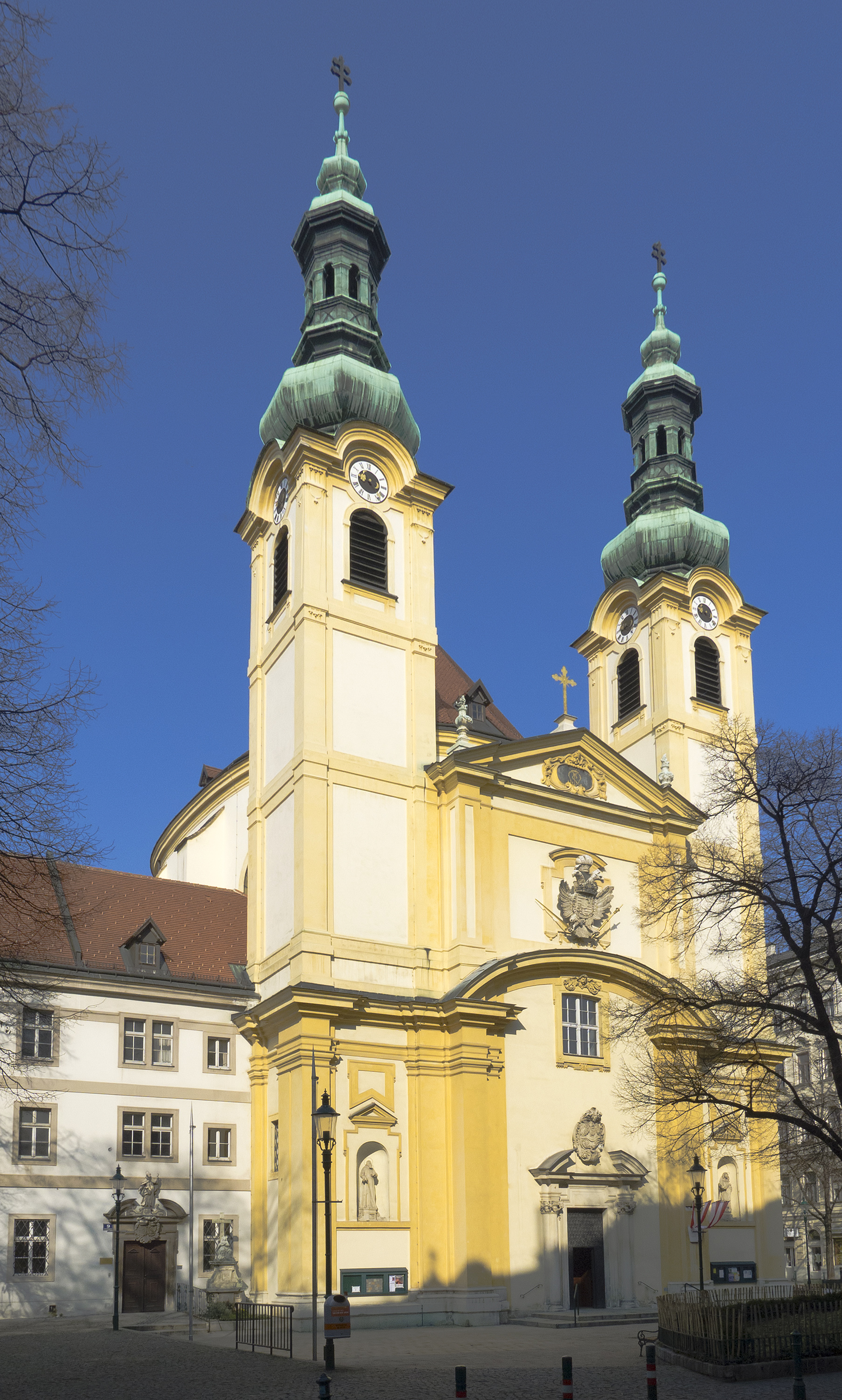
A bécsi szervita templom

1649–1650 Piccolomini tábornagy császári főbiztosként (Prinzipal-Kommissarius) komoly szerepet vitt azon a nürnbergi konferencián (Exekutionstag), ahol döntöttek a birodalmi hadseregek demobilizálásának módjáról, a birodalom területén álló zsoldos hadak leszerelésének és feloszlatásának végrehajtásáról. A leszerelés megszervezésében szerzett érdemeiért III. Ferdinánd császár 1650-ben Piccolominit a Birodalom hercegeinek sorába (Reichsfürstenstand) emelte, és keresztülvitte, hogy helyet és szavazatot nyerjen a birodalmi gyűlésben.
Piccolomini herceg, tábornagy 57 éves korában, 1656. augusztus 10-én lovasbaleset következtében vesztette életét. Utódot nem hagyott hátra. Mivel életében nagyvonalúan támogatta a szervita rendet, testét a bécsi szervita templomban temették el, de síremlék felállítását kifejezetten megtiltotta. A náchodi uradalmat és a birodalmi hercegi címet másod-unokaöccse, a család Pieri-ágából való Enea Silvio (1653–1673) örökölte. (1757-ben, egy másik, II. Ottavio Piccolomini elhunytával a család Pieri-ága is kihalt).

## A náchodi uradalom

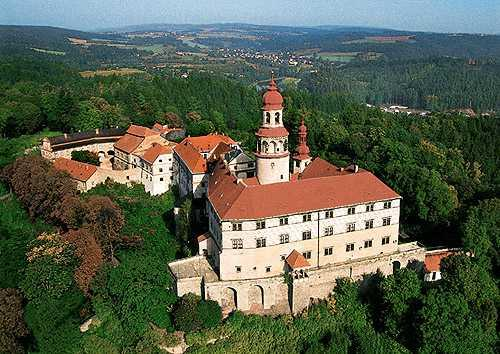
A náchodi kastély

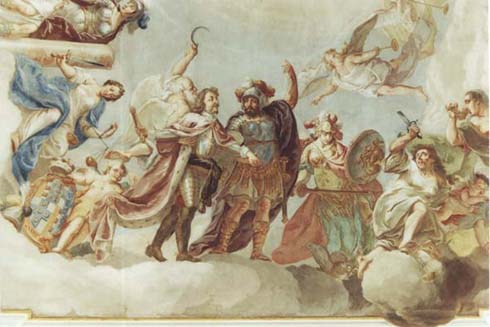
Ottavio Piccolmini ábrázolása a náchodi kastély mennyezeti képén

A kelet-csehországi náchodi uradalmat II. Ferdinand császár az 1634-ben felségárulásért meggyilkolt Trčka gróftól, Wallenstein alvezérétől kobozta el, majd Piccolimini grófnak adományozta, hűsége jutalmaként, Riesenburg (Rýzmburk) és Groß-Trebeschau (Velký Třebešov) birtokokkal együtt. 1636-ban a prágai szervitáktól megvásárolta Miskoles (Miskolezy) községet az Aujest (Ùjezd) majorsággal együtt (ma Chwalkowitz (Chvalkovice) település része). 1637-ben megvette hozzá Westetz (Vestec u Hořiček) és Hermanitz (Heřmanický Dvůr) községeket, melyeket még a fehérhegyi csata után koboztak el a Strak von Nedabilitz családtól koboztak el. 1641-ben Peter Strak von Nedabilitz-től megvásárolta Schonow (Šonov) községet. Az új szerzeményeket mind hozzácsatolta a náchodi uradalomhoz.
1642-ben a náchodi uradalmat a császár engedélyével családi hitbizománnyá (fideicommissum familiae) alakította át. Mivel Piccolomini sem németül, sem csehül nem tudott rendesen, a császár engedélyezte neki, hogy végrendeletét és uradalmának hivatalos jegyzékeit latin nyelven készítse el ill. nyújtsa be. 1644-ben Piccolomini kérelmére a császár Náchod városának vásárjogot adott.
Második házasságkötése után, 1650-től Piccolomini Náchodba helyezte nyári rezidenciáját. 1651–1655 között Carlo Lurago olasz építész kibővítette és barokk stílusban átalakította a Piccolomini-kastélyt.
A katolikus és császárhű Piccolomini erőteljes rekatolizációba fogott birtokain. 1642-ben a náchodi templom esperesévé egy olasz papot nevezett ki, akiket jezsuitákkal is megerősített. A katolikus hitre térítés lassan haladt, ezért 1650-ben Piccolomini katonaságot adott papjainak keze alá. Az áttérni nem akaró lakosokat elüldözték, ők a szomszédos Sziléziába menekültek. A jezsuitákat 1654-ben a kapucinusok váltották. Számukra Piccolomini kolostort akart építeni, de halála miatt a terv meghiúsult.

## A művészetpártoló főúr

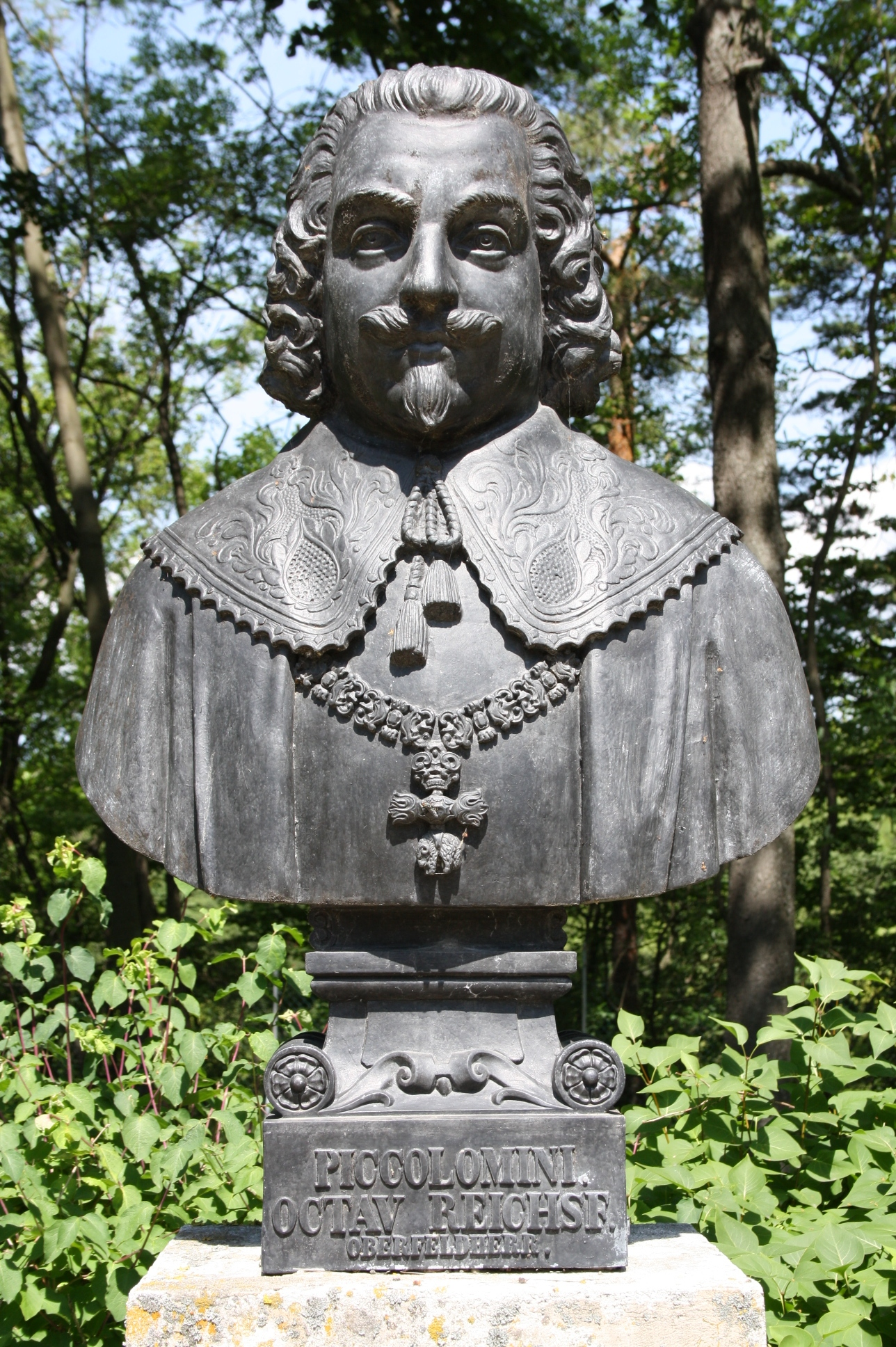
Piccolomini tábornagy mellszobra az alsó-ausztriai Heldenberg emlékhelyen

Piccolomini művészetkedvelő főúr volt. 1639-ben, amikor Brüsszelben tartózkodott Daniel Segherstől 2162 Albert-tallérért vásárolt festményeket. Szoros kapcsolatban állt Rembrandt barátjával, Jan Lievensszel, Cornelius Suttermans császári udvari festővel, az északnémet Wolfgang Heimbachhal. A náchodi kastély számára Pieter Snayerstől, a neves flamand csatakép-festőtől 12 nagyméretű táblaképet rendelt meg, melyek a tábornok sikeres csatáiból választott jeleneteket ábrázolnak. Piccolomini nemcsak a képek méretét szabta meg, hanem előírta az ábrázolt személyek, csoportok elrendezésének részleteit is, ezért e képek komoly dokumentum-értéket képviselnek. A „Piccolomini-sorozat” ma a bécsi Hadtörténeti Múzeumban látható. A tábornok sok pénzzel támogatta a szervita rendet, nagy összegeket adományozott későbbi nyughelye, a bécsi új szervita templom építésére.

## Alakja szépirodalomban
Schiller Wallenstein-trilógiájában szerepelteti Ottavio Piccolomini fiát, Maxot, aki fiktív, nem valós személy. Keresztneve utalás lehet a tábornagy unokaöccsére, Giuseppe (Joseph) Silvio Max Piccolomini ezredesre (1623–1645), akit Ottavio Piccolomini eredetileg javainak örökösévé jelölt ki, de a fiatalember még az örökhagyó életében, 1645. március 6-án a jankaui csatában elesett, egy császári vértes ezred ezred élén harcolva.

## További irodalom
- Kathrin Bierther: Piccolomini, Ottavio (Octavio), in: Deutsche Biographie (NDB), 118594214 (németül)
- Ottavio Piccolomini művei, in: Deutsche Digitale Bibliothek (DDB), 118594214 Archiválva 2016. március 4-i dátummal a Wayback Machine-ben (németül)
- Piccolomini, Ottavio (Octavio) Fürst, in: Austriaforum (AEIOU) (németül)
- Arnold von Weyhe-Eimke. Die historische Persönlichkeit des Max Piccolomini im Schiller’schen Wallenstein und dessen Ende in der Schlacht bei Jankau am 6. März 1645. Eine geschichtliche Quellenstudie von Arnold von Weyhe-Eimke. Pilsen: Steinhauser & Korb (1870)
- Arnold von Weyhe-Eimke. Octavio Piccolomini als Herzog von Amalfi. Pilsen: Steinhauser & Korb (1871) (Online).
- H. M. Richter. Die Piccolomini. Berlin: Lüderitz (1874) (németül)
- Otto Elster. Die Piccolomini-Regimenter während des 30jährigen Krieges besonders das Kürassier-Regiment Alt-Piccolomini, Stammtruppe des k. u. k. Dragoner-Regiments Nr. 6, Prinz Albrecht von Preußen. Nach den Akten des Archivs zu Schloß Nachod von Otto Elster. Wien: Seidel (1903) (németül)
- Friedrich Parnemann. Der Briefwechsel der Generale Gallas, Aldringen und Piccolomini im Januar und Februar 1634. Berlin: Ebering (1911) (németül)
- Heinrich Bücheler:. Von Pappenheim zu Piccolomini. Sechs Gestalten aus Wallensteins Lager (1994) (németül)
- Jürgen Woltz. Der kaiserliche Feldmarschall Ottavio Piccolomini – ein Lebensbild aus der Zeit des Dreißigjährigen Krieges. In: Josef Johannes Schmid (kiadó): Arte & Marte: In memoriam Hans Schmidt. Eine Gedächtnisschrift seines Schülerkreises. 2. kötet Aufsätze., 93–145. o. (2000). ISBN 3-88309-084-0 (németül)
- Jan Karel Hraše. Dějiny Náchoda 1620 – 1740, 45–56. o. (1994). ISBN 80-900041-8-0 (csehül)
- Lydia Baštecká – Ivana Ebelová. Náchod, 87, 94–99, 101ff. o. (2004). ISBN 80-7106-674-5 (csehül)
- Walter F. Kalina. Die Piccolominiserie des Pieter Snayers. Zwölf Schlachtengemälde im Wiener Heeresgeschichtlichen Museum. In: Viribus Unitis. Jahresbericht 2005 des Heeresgeschichtlichen Museums (2006) (németül)
- Josef Myslimír Ludvík: Oktavian (Octavio), kníže Piccolomini z Aragona, vévoda z Amalfi. 1634–1656. (életrajz, családfa) (csehül)
- Zámek Náchod (A náchodi uradalom és birtokosai). (Hozzáférés: 2015. október 27.) (csehül)